# Expo 2025

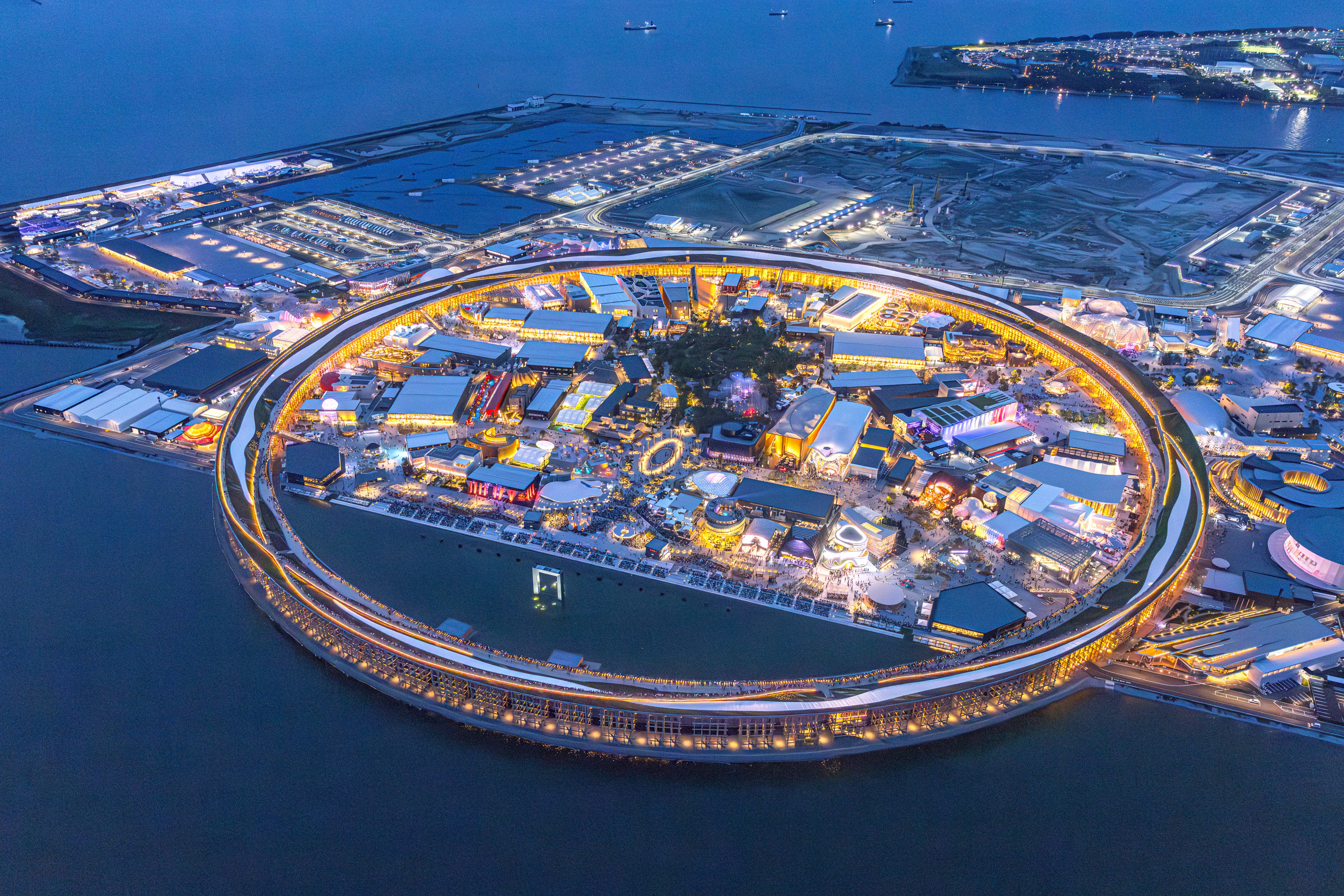

A Expo 2025 (2025年日本国際博覧会, 2025-nen Nippon kokusai hakurankai) é um evento organizado e sancionado pelo Bureau International des Expositions (BIE), realizado em Osaka, Japão. 
O evento acontece durante seis meses, de 13 de abril a 13 de outubro de 2025, totalizando 184 dias. Esta é a terceira vez que Osaka sedia uma Expo Mundial, tendo anteriormente hospedado a Expo 1970 e a Expo Horticultural de 1990. 
O evento retomará seu ciclo tradicional de agendamento de 5 anos após a Expo 2020 ter sido adiada para 2021 e 2022 devido à pandemia de COVID-19 .
Em 22 de novembro de 2016, a França submeteu ao BIE sua candidatura para sediar a Expo Mundial de 2025. Esta primeira submissão deu início ao processo de licitação para esta Expo, abrindo a lista de candidatos. Todos os outros países interessados em organizar a Expo Mundial de 2025 tiveram até 22 de maio de 2017 para apresentar suas próprias propostas, após o que começou a fase de avaliação dos projetos.
 Azerbaijão;
Baku – A capital azeri apresentou sua candidatura antes do prazo, com o tema "Desenvolvendo Capital Humano, Construindo um Futuro Melhor".
 Japão;
Osaka – Osaka fez sua candidatura oficial para a Expo em 24 de abril de 2017, com o tema "Desenhando a Sociedade do Futuro para Nossas Vidas".
 Rússia;
Ecaterimburgo – A cidade russa apresentou sua candidatura em 22 de maio de 2017, com o tema "Mudando o Mundo: Inovações e Melhor Qualidade de Vida para as Futuras Gerações".

## Candidaturas retiradas
França;
Paris – A França, que foi a primeira a declarar sua candidatura com o tema "Compartilhando nosso Conhecimento, Cuidando do nosso Planeta," retirou sua candidatura em 21 de janeiro de 2018 devido a preocupações financeiras.